# MY MBC (호남권)
MYMBC (호남권)는 광주·전남·전북을 가시청권으로 하는 지상파DMB 방송국으로, 2008년 1월 28일 정식 개국하였다. 광주문화방송이 사업자이며, 전주문화방송, 목포문화방송, 여수문화방송과 공동으로 운영하고 있지만 2018년 12월 30일까지 운영하고 2018년 12월 31일부터 2024년 까지 광주 MBC TV를 송출하고 현재는 전주 MBC TV를 송출중이다. 현재 비디오채널 2개, 데이터채널 1개를 송출중이다.2023년 10월 24일 부터 DMB SD HD로 송출중이다.

## 연혁
- 2007년 4월 10일 : 지상파DMB 시험방송 개시
- 2008년 1월 28일 : 지상파DMB방송국 Honam MBC 개국 (무등산 송신소, 모악산 송신소, 대둔산 송신소, 구봉산 송신소)
- 2010년 8월 1일 : 임대채널 QBS+ TV 송출 중단
- 2014년 8월 26일 : 임대채널 GS SHOP 송출 시작
- 2015년 6월 15일 : 지상파DAB 채널 myMBC Radio 송출 중단
- 2015년 7월 1일 : 임대채널 CJ OSHOP 송출 시작
- 2018년 11월 1일 : 임대채널 GS SHOP 송출 중단
- 2022년 12월 1일 : CJ 온스타일 DMB 송출 중단.
- 2023년 10월 24일 : MY MBC 호남 DMB TV가 SD HD로 송출.

## 채널 구성
| 앙상블명  | 채널명      | 송출형식          | 자체/임대 |
| --------- | ----------- | ----------------- | --------- |
| Honam MBC | myMBC TV    | 비디오 채널 (DMB) | 자체      |
| Honam MBC | MY MBC DATA | 데이터 채널       | 자체      |

## 비디오 채널
- myMBC TV

광주문화방송이 운영하는 채널이다. 현재는 전주 MBC TV를 송출중이다.

## 데이터 채널
- MY MBC DATA

부가 데이터 서비스, 교통정보, 웹서비스 등 다양한 데이터 서비스를 제공하는 채널이다.
- DMB Drive

네비게이션에서 제공되는 TPEG 서비스이다.

## 방송 송출 시설망
- 호출부호 : HLCN-TDMB

| 송신소        | 주파수              | 출력 | 송신소 위치                              | 와우 라디오(MBC FM 4U:DMB TV 채널) |
| ------------- | ------------------- | ---- | ---------------------------------------- | ---------------------------------- |
| 무등산 송신소 | CH 8A (181.280MHz)  | 2㎾  | 광주 북구 금곡동 산1-1                   | my MBC 동일                        |
| 모악산 송신소 | CH 12A (205.280MHz) | 2㎾  | 전북 김제시 금산면 금산리 산1            | my MBC 호남권 송신                 |
| 삼공 중계소   | CH 12A (205.280MHz) | 20W  | 전북 무주군 설천면 삼공리 산79-1         | my MBC 충청권 송신                 |
| 노고단 중계소 | CH 12A (205.280MHz) | 2㎾  | 전남 구례군 산동면 좌사리 산110-2        | my MBC 호남권 송신                 |
| 영광 중계소   | CH 8A (181.280MHz)  | 90W  | 전남 영광군 영광읍 도동리 산1-1 (물퇴봉) | my MBC 충청권 송신                 |
| 대둔산 송신소 | CH 8A (181.280MHz)  | 2㎾  | 전남 해남군 현산면 황산리 산1-16         | my MBC 호남권 송신                 |
| 양을산 송신소 | CH 8A (181.280MHz)  | 90W  | 전남 목포시 상동 산55-2                  | my MBC 제주권 송신                 |
| 망운산 중계소 | CH 7A (175.280MHz)  | 2㎾  | 경남 남해군 서면 연죽리 산38             | my MBC 호남권 송신                 |
| 구봉산 송신소 | CH 7A (175.280MHz)  | 90W  | 전남 여수시 여서동 산163-3               | my MBC 제주권 송신                 |

## 관련 보기
- 디지털 멀티미디어 방송
- U-KBS
- KBC (DMB)

## 참조
1. ↑  영광군 전지역 내년 상반기 방송 '난시청 해소'[깨진 링크(과거 내용 찾기)] 《중앙일보》, 2015년 12월 23일